# Сокол-Автомат
«Со́кол-Автома́т» или просто «Сокол» — малоформатный дальномерный фотоаппарат с программным автоматом экспозиции, выпускавшийся на Ленинградском оптико-механическом объединении с 1966 года. В продажу также поступал под наименованием «ЛОМО-130А». На экспорт камера поставлялась под названием «Revue Auto RS» и «Aurora» («Aurora Automat»). Для своего времени фотоаппарат обладал передовой конструкцией, по некоторым параметрам превосходя даже японский прототип, за что был награждён Большой золотой медалью на Лейпцигской ярмарке.
Цена фотоаппарата в 1977 году составляла 145 рублей, почти в полтора раза дороже зеркального «Зенита-Е» со сменной оптикой. Для советских фотолюбителей «Сокол» оказался слишком дорог, а для профессиональной фотографии он был непригоден. В 1978 году выпуск фотоаппарата прекращён, всего известно о 226 600 сошедших с конвейера экземплярах, а также о 1000 камер под названием «ЛОМО-130А». В том же году начат выпуск новой модели «Сокол-2» с упрощённой зарядкой плёнки и «горячим башмаком».

## Особенности конструкции
Главным новшеством камеры стал фотоэлектрический экспонометр, основанный на CdS фоторезисторе вместо селенового фотоэлемента, применявшегося во всех советских экспонометрах тех лет. «Сокол» стал первым в СССР фотоаппаратом с таким типом светоприёмника. Прототипом при разработке «Сокола» послужила японская камера Fujica 35 Auto-M с электронно-управляемым центральным затвором Copal Magic. На тот момент автоматика этого фотоаппарата со «скользящей программой» считалась наиболее продвинутой. После тщательного тестирования японских образцов, в 1965 году была куплена лицензия на конструкцию затвора, а затем налажен выпуск собственных устройств под названием «ФЗ-14».

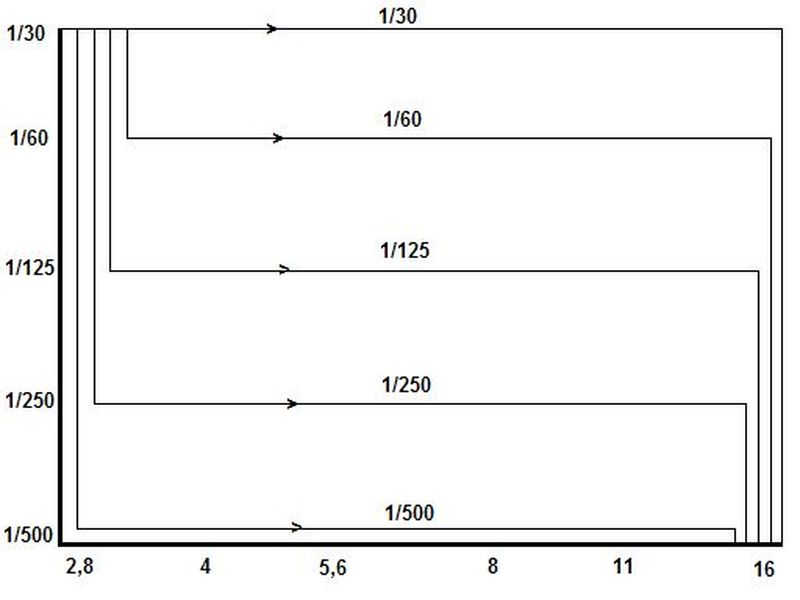
Диаграмма работы экспоавтоматики. Каждая линия соответствует одной из пяти программ

Благодаря возможностям нового затвора, «Сокол» оснащён пятипрограммным автоматом управления экспозицией. Перед съёмкой одновременно с выбором одной из пяти выдержек затвора устанавливается одна из пяти программ автоматики. При нормальных условиях автомат каждой из программ подбирает к установленной выдержке диафрагму в соответствии с экспозицией сцены, аналогично современному режиму приоритета выдержки. Однако в случае недостатка или избытка яркости снимаемого объекта автоматически выбирается более длинная или более короткая выдержка, чем установленная кольцом.
Сочетание выдержка — диафрагма, отрабатываемая затвором, отображается в поле зрения видоискателя механическим числовым индикатором, что практически не встречалось в аппаратуре такого класса. Более того, такой индикации не было и в визире японского прототипа Fujica. При невозможности выбора правильной экспозиции при измеренной яркости, спусковая кнопка блокируется, а в видоискателе на месте индикации экспопары появляется красный прямоугольник. В этом случае автомат можно отключить и продолжить съёмку в ручном режиме при любом освещении. Такая автоматика была революционной для тех лет и, в отличие от обычных «однопрограммных» автоматов (например, «Зоркий-10») позволяла контролировать оба экспозиционных параметра. Кроме того, блокировка предотвращала частую ошибку при съёмке дальномерными фотоаппаратами с надетой крышкой объектива.
Фотоаппарат «Сокол» собран в массивном литом корпусе из алюминиевого сплава. На камерах разных выпусков на передней поверхности объектива количество стеклянных «глазков» для фоторезистора было разным: от одного до шести. Однако, только под одним из них находился светоприёмник, остальные были сделаны исключительно в декоративных целях.
Из-за особенностей конструкции при взводе затвора диафрагма полностью открывалась, а перед срабатыванием закрывалась до рабочего значения.
Спуск затвора производился расположенной спереди прямоугольной клавишей, а для фотографического тросика на верхней крышке имелось отдельное резьбовое гнездо.
Телескопический видоискатель фотоаппарата совмещён с дальномером, номинальная база которого составляет 72 мм. Подсвеченная рамка при фокусировке объектива смещается, компенсируя параллакс в горизонтальном направлении.

### Технические характеристики

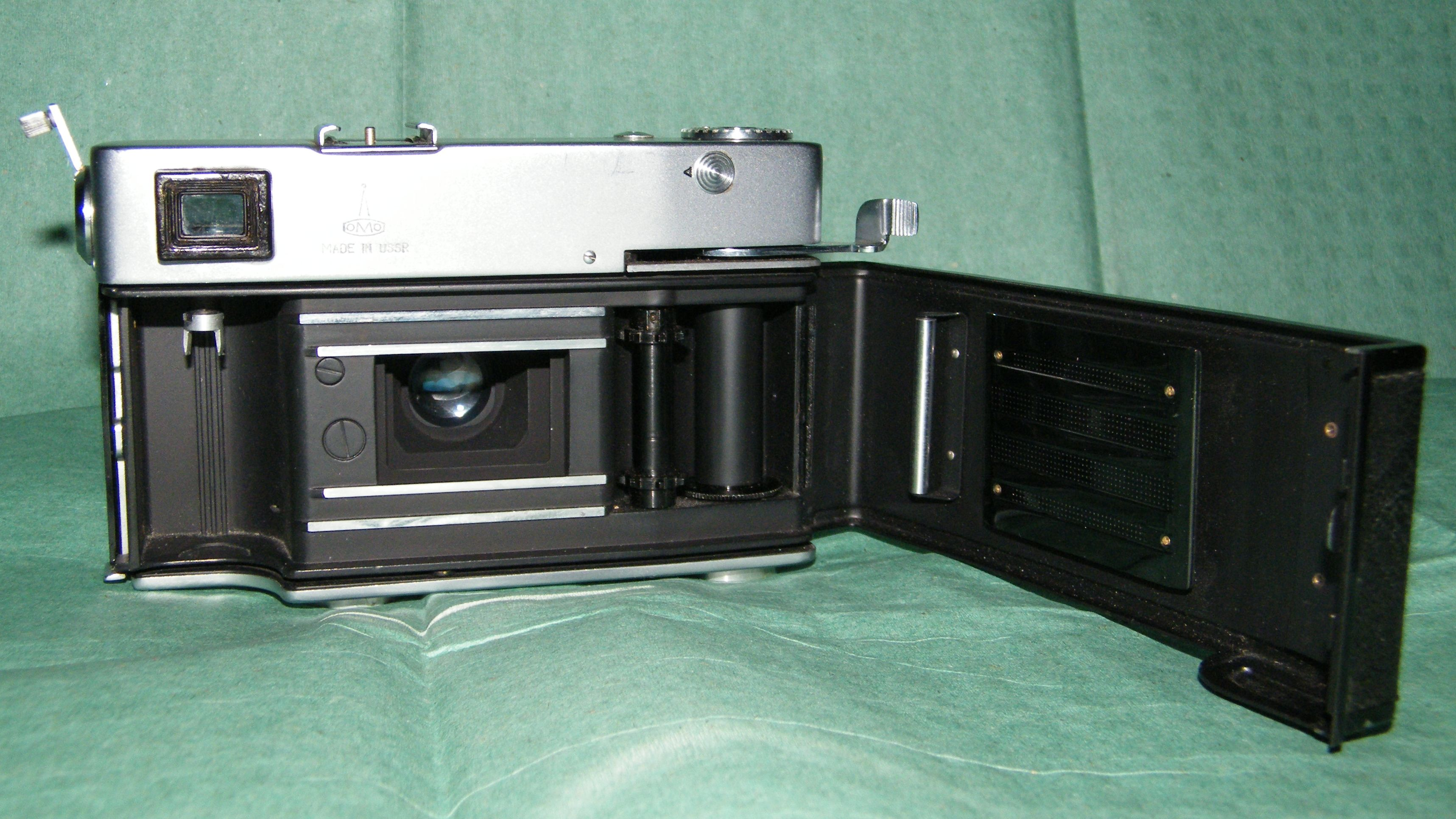
Фотоаппарат «Сокол» с открытой задней стенкой

- Объектив «Индустар-70» 2,8/50, несъёмный. Светосильный четырёхлинзовый анастигмат с химическим просветлением, выпускавшийся вмонтированным в корпус затвора[19]. Резьба под светофильтр диаметром 58 мм.
- Курковый взвод затвора сблокирован с перемоткой плёнки и счётчиком кадров.

При невзведённом затворе установка выдержки и диафрагмы запрещена (происходит блокировка). Несоблюдение этой инструкции приводит к поломке затвора. Имеется блокировка от неполного взвода затвора.
- На нижней крышке фотоаппарата расположены кнопка обратной перемотки и счётчик кадров. При открывании задней стенки счётчик кадров автоматически сбрасывается.
- Рукоятка обратной перемотки — рулетка, расположена на боковой стенке аппарата.
- Имеется обойма для подключения вспышки, кабельные синхроконтакты «Х» и «М».
- Источник питания автоматической экспонометрии — дисковый никель-кадмиевый аккумулятор Д-0,06 или ртутно-цинковый элемент РЦ-53 (современный аналог РХ-625), имеется контроль источника питания[16]. При отсутствии источника питания фотоаппарат полностью работоспособен в неавтоматическом режиме.
- Установка светочувствительности фотоплёнки в диапазоне 16—250 ед. ГОСТ (ASA)[16]. На передней поверхности объектива размещен сернисто-кадмиевый (CdS) фоторезистор, который закрывается светофильтром вместе с объективом, автоматически внося поправку на его кратность.